# Culver Shuttle

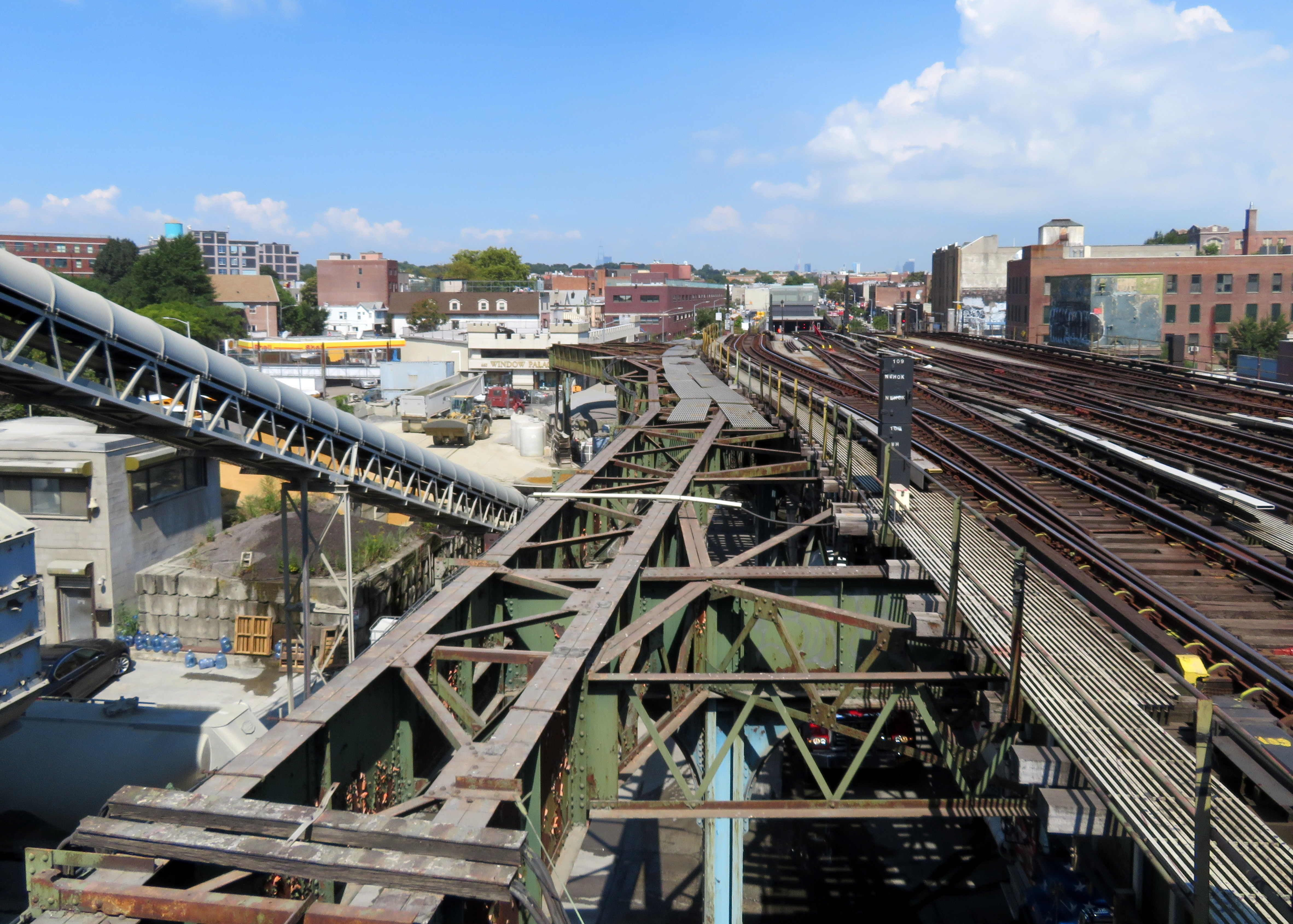
Vías del servicio Culver Shuttle en la estación de Ditmas Avenue, septiembre de 2018

El Culver Shuttle fue un servicio del sistema del metro de la ciudad de Nueva York, que operaba a lo largo de los remanentes de la línea Culver BMT, ahora conocida como la Línea Culver. La línea estaba en servicio entre Manhattan y la Isla Coney, pero conocida como el servicio 5.
El número 5 se le fue asignado en 1924. Durante ese tiempo, todos los trenes de la línea Culver BMT usaban la línea de la Quinta Avenida elevada, y operaba sobre el Puente Brooklyn hacia Park Row. Los trenes de horas pico no hacían paradas en la Calle 36 y la Avenida Atlantic (ambas direcciones en horas pico, a excepción de las horas pico durante la tarde).
Los trenes del metro empezaron a operar en la línea Culver el 30 de mayo de 1931, cuando el Nassau Street Loop fue completado. Estos trenes usaban la mitad del Nassau Loop, terminando en la Calle Chambers. Durante las horas picos los sábados y domingos, se usaba todo el Nassau Loop, entrando en Manhattan vía el Puente Manhattan saliendo por el Túnel de la Calle Montague. Estos trenes sólo operaban sobre la Autopista Kings en el extremo de Brooklyn. Los trenes de horas pico operaban como expresos en la línea de la Cuarta Avenida; los trenes que operaban en el sentido contrario funcionaban como trenes expresos entre la Novena Avenida y la Autopista Kings. El servicio elevado de la Novena Avenida volvió a funcionar, excepto durante las horas picos, ya que era extendido hacia la Isla Coney (operando continuamente como servicio expreso en la línea de la Quinta Avenida, durante las horas pico).
La línea de la Quinta Avenida fue cerrada el 31 de mayo de 1940, y durante todo ese tiempo los trenes de la Línea Culver.
El 30 de octubre de 1954, la parte sur de la línea Culver fue conectada con la Línea IND South Brooklyn, y los trenes BMT Culver fueron truncados en la Avenida Ditmas, donde había una transferencia con los trenes IND hacia la Isla Coney. Algunos trenes de la línea Culver continuaron operando hacia Manhattan hasta 1959, cuando todos fueron truncados a un shuttle o servicio expreso entre la Novena Avenida y Avenida Dimas. A este shuttle, se le asignaron las letras de SS en 1960, dejando de funcionar hasta el 10 de mayo de 1975.
Posteriormente, se demolieron el caballete elevado y las estaciones de la 13 Avenida y Fort Hamilton Parkway. Los únicos remanentes del Culver Shuttle (cerrado y bloqueado) son las plataformas inferiores y las vías en la estación de la 9.ª Avenida en la línea West End y una sección del caballete, que está en la plataforma de la Isla Coney que se unió con la Avenida Ditmas de la línea Culver. El derecho de vía fue vendido, y se construyeron viviendas en el antiguo derecho de vía, cerca de la estación de la Avenida Ditmas.